# Мамаду Данфа
Мамаду Ламін Данфа (фр. Mamadou Lamine Danfa, нар. 6 березня 2001) — сенегальський футболіст, правий вінгер ковалівського «Колоса».

## Клубна кар'єра
Народився 6 березня 2001 року. Розпочав займатись футболом на батьківщині у клубі «Каса Спортс», після чого перебрався до України і 13 березня 2020 року став гравцем «Колоса» (Ковалівка).

## Виступи за збірну
Залучався до складу молодіжної збірної Сенегалу, у складі якої у 2019 році став фіналістом молодіжного (U-20) чемпіонату Африки. Цей результат дозволив команді кваліфікуватись на молодіжний чемпіонат світу 2019 року у Польщі, куди поїхав і Данфа, дійшовши з командою до чвертьфіналу.
3 серпня 2019 року дебютував у складі національної збірної Сенегалу в матчі відбору на чемпіонат африканських націй проти Ліберії (3:0), втім у фінальну частину сенегальці не пробились.

## Титули і досягнення
- Чемпіон Північної Македонії (1):

«Шкупі»: 2021-22
- Чемпіон Косова (1):

«Балкані»: 2023-24
- Володар Кубка Косова (1):

«Балкані»: 2023-24
- Чемпіон Гібралтару (1):

«Лінкольн Ред Імпс»: 2024-25